# منشأة بشارة الطحاوي
قرية منشأة بشارة الطحاوي هي إحدى القرى التابعة لمركز الحسينية في محافظة الشرقية في جمهورية مصر العربية. حسب إحصاءات سنة 2006، بلغ إجمالي السكان في منشأة بشارة الطحاوي 19267 نسمة، منهم 9748 رجل و9519 امرأة.